# Универзитет уметности у Београду
Универзитет уметности у Београду је државни универзитет у Србији. Основан је 1957. године као Уметничка академија како би објединио четири академије. Године 1973. постаје универзитет и усваја данашњи назив.
Након изградње наменског објекта Факултета драмских уметности у Блоку 28 у Новом Београду, планирана је изградња наменских објеката факултета ликовних, музичких и примењених уметности на парцели поред Факултета драмских, ради стварања кампуса уметничких факултета, по узору на успешна инострана решења, али до реализације овог пројекта до сада није дошло.

## Историјат
Прва заједница академија уметности (музичких, драмских, ликовних и примењених) формирана је 10. јуна 1957. године, када је Народна скупштина Народне Републике Србије донела Закон о Уметничкој академији, као заједници уметничких академија. Две деценије касније, 21. маја 1973. године, уметничке академије прерастају у факултете уметности, а Уметничка академија постаје Универзитет уметности, други самостални београдски универзитет.
Сами факултети Универзитета имају нешто дужу традицију.
Високо уметничко образовање почиње утемељењем првих високих школа — 31. марта 1937. године донета је Уредба о формирању Музичке академије (са драмским одсеком) и Уметничке академије (на којој су изучаване дисциплине ликовних уметности), именовани су чланови стручних комисија и започела је израда наставних планова и програма, избор наставног кадра и припрема за пријем прве генерације студената на јесен 1937. Оснивањем ове две високе уметничке школе крунисани су напори многих прегалаца који су радили на поставци уметничког образовања у нас. Од првих идеја о уметничким школама (Димитрија Јовановића, из 1845, о оснивању „живописног училишта“, затим приватне музичке школе Милана Миловука, која је деловала при Београдском певачком друштву почев од 1853. и Глумачке школе Алекса Бачванског при Народном позоришту у Београду, која је почела да ради 1869) до формирања високошколских институција протекао је дуг пут развоја уметничке педагогије и остварени су значајни резултати. Континуирани рад постижу тек Српска цртачка и сликарска школа, основана 1895. године (она 1905. мења име и постаје Уметничко-занатска школа), Мокрањчева Српска музичка школа, основана 1899. године и Музичка школа „Станковић“, основана 1911. Њима се после Првог светског рата прикључују Уметничка школа и Државна позоришна школа са глумачким и балетским одсеком.
У циљу развоја филмског стваралаштва Комитет за кинематографију Владе ФНРЈ и Председништво Владе ФНРЈ 5. маја 1947. године доносе одлуку о отварању Високе школе за филмску глуму и режију. Крајем 1948. године (26. новембра) основана је Академија за примењену уметност. Академија за позоришну уметност основана је Уредбом Владе ФНРЈ од 11. децембра 1948. године. У то време интензиван развој доживљава и Музичка академија на којој се оснивају нови одсеци и повећава број студената.
Влада ФНРЈ 1950. године доноси решење о спајању Академије за позоришну уметност и Високе школе за филмску глуму и режију у Академију за позоришну уметност. Од 22. децембра 1962. године Академија за позоришну уметност добија назив Академија за позориште, филм, радио и телевизију, а 1973. она постаје Факултет драмских уметности.
Универзитет уметности у Београду данас промовише уметничку креативност и разноврсност као обележје националне културе Србије. Великим спектром студијских програма из уметничких области, наставним кадром, као и уметничком делатношћу Универзитет уметности у Београду и даље представља културни центар шире од граница Балкана. Уклопљени у европски Болоњски наставни процес допринећемо развоју европског универзитетског уметничког образовања.
Ректор у периоду 2009—2015. била је Љиљана Мркић Поповић, а потом Зоран Ерић. Жене ректори овог универзитета биле су Даринка Матић Маровић, Радмила Бакочевић, Милена Драгићевић Шешић и Љиљана Мркић Поповић.

## Организација
Универзитет уметности у Београду обједињује четири уметничка факултета:
- Факултет драмских уметности
- Факултет ликовних уметности
- Факултет музичке уметности
- Факултет примењених уметности

## Управа
Од оснивања Уметничке академије (1957. године) као помоћ ректору у раду учествују и проректори, формирајући радно тело - Ректорат.
Ректорат разматра сва питања која су делатности Универзитета.
Ректорат се састаје једном недељно.
Данашњи Ректорат чине ректор мр Зоран Ерић, ред. проф. Факултета музичке уметности и проректори: др ум. Милета Продановић, ред. проф. Факултета ликовних уметности, мр Растко Ћирић, ред. проф. Факултета примењених уметности, Драган Петровић, ред. проф. Факултета драмских уметности, као и студент-проректор Катарина Ивакић.